# Ариарих
Ариарих (Ariarich) е вожд на вестготите през първата половина на 4 век и баща на Аорих и дядо на Атанарих.
Касиодор съобщава, че е вестготски „съдия“ (kindins). Константин Велики сключва с него през 332 г. съюз, по който готите трябва да дават годишно определено количество помощни отряди, за да могат да търгуват със съседите си на Дунав. Това е първият известен договор между Рим и готския народ. Синът на Ариарих е взет като заложник в Константинопол. Вероятно се отнася за Аорих.